# Peperomia arboricola
Peperomia arboricola är en pepparväxtart som beskrevs av C. Dc.. Peperomia arboricola ingår i släktet peperomior, och familjen pepparväxter. Inga underarter finns listade i Catalogue of Life.